# Egashira 2:50
Egashira 2:50 (江頭2:50, Egashira Nijigojuppun), de son vrai nom Hideharu Egashira, né le 1er juillet 1965, est un comique owarai japonais dont les performances dépendent largement d'un choc de valeur de ce que le public japonais considère comme obscène et vulgaire. Habillé uniquement de collants noirs, des sondages menés au Japon par les sociétés Oricon et Nikkei Entertainment! l'ont élu « comédien le plus énervant ». Ce n'est cependant qu'un personnage car les discussions auxquelles il participe dans l'émission Mecha-Mecha Iketeru! montre au contraire qu'il est extrêmement poli et humble quand la caméra n'est plus sur lui. Il est connu pour ses manières extrêmement courtoises quand il traite avec le personnel de télévision, ce qui peut être l'une des raisons de sa présence continue sur le petit écran japonais. De plus, ses collègues comiques Yūsuke Santamaria (en), Tsuyoshi Kusanagi (en) et Ninety Nine ont tous déclaré être de grands amateurs d'Egashira.
En 2011, après la séisme et tsunami de la côte Pacifique du Tōhoku, Egashira loue un camion et part distribuer de la nourriture et des couvertures aux victimes du désastre.
Egashira effectue une visite de la Corée du Nord durant laquelle le guide du bus annonce « Bienvenue dans le pays le plus dangereux du monde ». Egashira déclare que la raison de ce voyage était de tenter de rencontrer un membre de l'armée rouge japonaise, ce qu'il aurait réussit à faire.
Egashira a été arrêté en 2013 et 1996 pour des soupçons ouverts d'indécence. La première arrestation en 1996 a eu lieu en Turquie lors d'une interview par TV Tokyo. Egashira a été condamné à une amende de 75 yens et a été libéré sous caution. Après son retour au Japon, il est apparu dans un programme Fuji TV appelé Mecha Mecha Iketeru!, À ce moment-là, la chanson thème a été changée pour le frisson de Tomoyasu Hotei.
Le 1er février 2020, il a ouvert une chaîne YouTube "Ega Channel(エガちゃんねる)" et fera ses débuts en tant que YouTuber. Le 9 du même mois, le nombre d'inscrits a atteint 1 million, et puis 2 millions en début de matinée du 15 avril de la même année.